# Begonia fulvovillosa
Espèce
Synonymes
- Symbegonia fulvovillosa (Warb.) Warb.[1] [2]

Begonia fulvovillosa est une espèce de plantes de la famille des Begoniaceae. Ce bégonia est originaire de Nouvelle Guinée. L'espèce fait partie de la section Symbegonia. Elle a été décrite en 1891 par Otto Warburg (1859-1938). L'épithète spécifique fulvovillosa (autrefois fulvo-villosa) signifie « de couleur fauve à poils doux ». 

## Répartition géographique
Cette espèce est originaire du pays suivant : Nouvelle Guinée.